# گویش یوکجین
گویش یوکجین یا یوکچین (六邑말 / 뉴웁말) گویشی از زبان زبان کره‌ای یا زبانی از خانواده زبان‌های کره‌ای است که در منطقه تاریخی یوکجین در شمال شرقی کره، در جنوب رود تومن رایج است. این گویش از نظر واج‌شناسی و واژگان به‌طور غیرعادی محافظه‌کار است و بسیاری از اشکال کره‌ای میانه را حفظ می‌کند؛ بنابراین، الکساندر ووین آن را به عنوان یک زبان متمایز دسته‌بندی می‌کند.  سخنرانان یوکجین در حال حاضر نه تنها در سرزمین رودخانه تومن، که اکنون بخشی از کره شمالی است، بلکه در جوامع مهاجری در شمال شرقی چین و آسیای میانه که در سده نوزدهم و بیستم شکل گرفتند، زندگی می‌کنند. این گویش تحت فشار کره‌ای معیار سئول، گویش ارجمند این زبان و همچنین زبان‌های محلی چینی و آسیای میانه است.